# François N'Diaye
Pour les articles homonymes, voir N'Diaye.
François N'Diaye (dit Fara), né le 28 février 1980, est un joueur de pétanque sénégalais. 

## Biographie
Il se positionne en tireur.

## Clubs
- ?-? : Douric-Arzin Concarneau (Finistère)
- ?-? : Club Bouliste Monégasque (Monaco)
- ?-? : Boule du Soleil Ajaccio (Corse du Sud)
- ?- : Club Pétanque Bron Terraillon (Rhône)

## Palmarès[2]

### Séniors

#### Championnats du Monde
Finaliste
- Tir de précision 2001 :  Equipe du Sénégal
- Tir de précision 2008 :  Equipe du Sénégal

Troisième
- Tir de précision 2005 :  Equipe du Sénégal
- Triplette 2018 (avec Insa Seck, Boubacar Samoua et Hussein Dakhla Ilah)  :  Equipe du Sénégal

#### Jeux africains
Vainqueur 
- Triplette 2015 :  Equipe du Sénégal
- Tir de précision 2015 :  Equipe du Sénégal

#### Coupe d'Europe des Clubs
Vainqueur
- 2011 : Club Bouliste Monégasque

#### Trophée des villes
Vainqueur
- Tir de précision 2017[4]

### Records
Nouveau record du monde pour François N'Diaye avec 64 points, en tir de précision aux Championnats du monde de pétanque 2008, anciennement détenu par Philippe Quintais  et Kévin Malbec (62 points).